# Carl Eduard Hering
Carl Eduard Hering (* 13. Mai 1807 in Oschatz, Königreich Sachsen; † 26. November 1879 in Bautzen) war Lehrer, Organist und Komponist.

## Leben
Carl Eduard Hering war eines von 13 Kindern des Lehrers Carl Gottlieb Hering. Von 1825 bis 1829 studierte er Philosophie in Leipzig als Schüler von Christian Theodor Weinlig. Von 1829 bis 1835 war er als Lehrer am Blochmannschen Institut und Vitzthumschen Gymnasium in Dresden tätig. Von 1837 bis 1879 war er Organist an der Hauptkirche St. Petri sowie Musiklehrer am Landständischen Lehrerseminar in Bautzen.
Hering komponierte Opern, Oratorien, Messen, Klavierstücke und Lieder. Er stand im Briefwechsel mit Felix Mendelssohn Bartholdy und mit Robert Schumann.
Carl Eduard Hering war Vater von fünf Kindern, einer seiner Söhne aus zweiter Ehe war der Komponist und Jurist Richard Hering. Er ist der Bruder des Arztes und Homöopathen Constantin Hering, des Philologen Julius Robert Hering (1805–1828) und des Schriftstellers Ewald Hering. Dessen Sohn war der Physiologe und Hirnforscher Ewald Hering.
Carl Eduard Hering liegt auf dem Taucherfriedhof in Bautzen begraben.

## Werke
- Tragische Geschichte. In: Illustrirte Zeitung. Nr. 32. J. J. Weber, Leipzig 3. Februar 1844, S. 92–93 (Digitalisat in der Google-Buchsuche).